# Стратегия Лабушера
Стратегия Лабушера, известная также как «система отмены», — это метод управления ставками в азартных играх, особенно в рулетке. Эта система помогает игрокам восстанавливать потери через серию выигрышей.

## Исторический контекст
Стратегия Лабушера, также известная как система отмены, названа в честь британского журналиста и сторонника легализации азартных игр Генри Лабушера. Несмотря на широко распространённое заблуждение, она не имеет прямого отношения к французскому математику Жану Лерону д’Аламберу, хотя д’Аламбер действительно разработал собственную систему ставок, основанную на его исследованиях в области теории вероятностей. Эта путаница между двумя стратегиями возникает из-за схожести их названий и основной математической идеи — поиска устойчивого равновесия через последовательные ставки.
Стратегия Лабушера используется преимущественно в азартных играх, таких как рулетка, и позволяет игрокам управлять своими потерями и стремиться к компенсации утраченных средств через серию выигрышей. Генри Лабушер, живший в XIX веке, был известен своими либеральными взглядами и активной публичной деятельностью, и его стратегия ставок отражает его подход к рациональному управлению рисками в азартных играх.

## Описание стратегии

### Создание начального списка
Игрок начинает с произвольной последовательности чисел, которая определяет размеры ставок в единицах.

### Размер ставки и изменения в списке
Сумма ставки равна сумме первого и последнего числа в списке. После каждой игры числа либо удаляются из списка (при выигрыше), либо добавляется новое число (при проигрыше).

## Пример использования стратегии
| Последовательность | Ставка | Исход игры | Результат | Новая последовательность |
| ------------------ | ------ | ---------- | --------- | ------------------------ |
| 1-2-3-4            | 5      | Выигрыш    | +5 единиц | 2-3                      |
| 2-3                | 5      | Проигрыш   | -5 единиц | 2-3-5                    |
| 2-3-5              | 7      | Выигрыш    | +7 единиц | 3                        |
| 3                  | 3      | Проигрыш   | -3 единиц | 3-3                      |
| 3-3                | 6      | Проигрыш   | -6 единиц | 3-3-6                    |

## Математическая основа стратегии
Стратегия основывается на теории вероятностей и предполагает независимость исходов каждой игры, что позволяет использовать вариации случайности для управления ставками.

## Преимущества и недостатки
ПреимуществаПомогает контролировать размеры ставок и минимизировать риски.
НедостаткиТребует значительного начального капитала и не гарантирует успех из-за домашнего преимущества казино.

## Заключение
Стратегия Лабушера предлагает систематический подход к ставкам, помогающий управлять потерями и стремиться к прибыли, но требует дисциплины и самоконтроля от игрока.